# Vouthon
Vouthon település Franciaországban, Charente megyében. Lakosainak száma 408 fő (2022. január 1.). Vouthon Marthon, Montbron, Saint-Germain-de-Montbron, Saint-Sornin és Moulins-sur-Tardoire községekkel határos.

## Népesség
A település népessége az elmúlt években az alábbi módon változott:
| Lakosok száma | 307  | 322  | 351  | 341  | 426  | 436  | 419  | 411  | 412  | 408  |
|               | 1968 | 1982 | 1990 | 2006 | 2013 | 2015 | 2017 | 2019 | 2020 | 2022 |